# Adviesorgaan
Een Raad van Advies (RvA) of adviesraad is een vaste groep onafhankelijke personen die een bepaalde organisatie adviseert over het te voeren beleid. Een adviesraad kan deel uitmaken van een overheidsorgaan, een stichting, een vereniging of een bedrijf. Bij de overheid worden voor zulke raden benamingen gebruikt als adviescommissie, adviesorgaan en adviescollege.
De raden kunnen als onderdeel van de organisatie gericht zijn op het management of het bereiken van de doelen. Een adviesraad kan ook als organisatie op zichzelf het doel zijn, zoals het Centraal Planbureau.
Via een Raad van Advies kan de organisatie of de overheid waarvan het deel uitmaakt gebruik maken van externe kennis, ervaring en het sociaal netwerk van de leden. Het is een (meestal permanent) gremium (college, vergadering) met een adviserende (raadgevende) functie.

## Adviesorganen van de overheid

### Nederland
De Nederlandse overheid kent een groot aantal permanente adviesorganen, die ministers – gevraagd en ongevraagd – adviseren op bepaalde beleidsterreinen. Voorbeelden van permanente adviesorganen zijn de SER, de Wetenschappelijke Raad voor het Regeringsbeleid, de Raad van State en adviescolleges zoals de Gezondheidsraad, de Raad voor Volksgezondheid en Samenleving, de Onderwijsraad, de Raad voor Cultuur, de Hoge Raad van Adel, de Onderzoeksraad voor Veiligheid, Adviescommissie voor Vreemdelingenzaken en de Raad van Advies van Sint Maarten.

### België
Enkele bekende adviesorganen op federaal niveau zijn:
- FOD Economie: Centrale Raad voor het Bedrijfsleven, Commissie voor het Bank-, Financie- en Assurantiewezen, Federaal Planbureau, de Nationale Arbeidsraad en de Raad voor het Verbruik[1]
- FOD Werkgelegenheid & Sociaal overleg: de Hoge Raad voor de Werkgelegenheid, de paritaire comités, en de Hoge Raad voor Preventie en Bescherming op het Werk[2]
- FOD Justitie: Kansspelcommissie
- FOD Sociale Zekerheid: de Federale Adviesraad voor Ouderen (FAVO)
- FOD Volksgezondheid: Hoge Gezondheidsraad, Adviesraad voor Bioveiligheid

Sedert 1990 moet de gendergelijkheid ingevoerd worden in alle adviesorganen van de Belgische overheid (maximum 2/3 leden van hetzelfde geslacht)

## Verwante begrippen
Een adviescollege adviseert in het bijzonder de regering.
Een adviescommissie is een (vaak tijdelijke) commissie die adviseert over heikele politieke of maatschappelijke onderwerpen. De adviezen van beide soorten organen zijn vaak niet bindend, dit in tegenstelling tot bijvoorbeeld een onderzoekscommissie, die zelfs rechterlijke bevoegdheden kan hebben.